# Leroy Merlin
Leroy Merlin (Леруа Мерлен) — французька мережа роздрібної торгівлі, яка спеціалізується на облаштуванні житла (будівництво, облаштування, декор, ремонт і садівництво). Заснована сім’єю Леруа Мерлен, у 1981 році була викуплена сім’єю Мюльє і інтегрована до Групи Adeo, яка також належить цій сім’ї, і є її провідною та найважливішою мережею у Франції. Ця мережа орієнтована на великі магазини для ремонту та облаштування (площею понад 15 000 м²).
Мережа представлена переважно у Франції, а також у Європі (Іспанія, Португалія, Італія, Греція, Кіпр, Румунія, Польща, Україна), в Азії (Китай, Казахстан), в Африці (Південно-Африканська Республіка та Кот-д’Івуар) і в Південній Америці (Бразилія).

## Історія
Leroy Merlin заснований у 1890-х роках родиною Леруа у Бійї-Беркло, регіон Нор — Па-де-Кале на півночі Франції. Компанія продавала продукти з доставкою додому. Першу світову війну родина пережила зі значними втратами, після чого перебралася до Ньо-ле-Мін. Після війни родина переїхала до міста Ньо-ле-Мін, де Адольф Леруа старший розпочав торгівлю будівельними матеріалами. У 1921 році разом із сином Адольфом Леруа молодшим він відкрив магазин Au Stock Américain. У 1923 році 19-річний Адольф-молодший отримав магазин у власне управління, а через рік одружився з Розою Мерлен, яка також походила з родини торговців.
Під час Другої світової війни компанія зазнала труднощів через конфіскацію товарів і транспорту для військових потреб. Після війни діяльність зосередилася на торгівлі будівельними матеріалами, збірними конструкціями та наданні будівельних послуг. У 1950-х роках управління компанією перейшло до синів Адольфа Леруа — Бернарда та Леонеля. У цей період компанія розширилася, відкривши нові магазини в містах Мерлімонт і Лонго (регіон Пікардія). У 1958 році компанія отримала назву L'enchanteur Leroy Merlin, а згодом — Leroy Merlin SA.
У середині 1960-х років Leroy Merlin відкрила перший у Франції магазин самообслуговування, переобладнавши під нього вугільний склад. Там же розмістилася штаб-квартира компанії. Завдяки популяризації філософії DIY (Do It Yourself), компанія почала активно відкривати нові магазини по всій країні. До 1971 року асортимент досяг 8000 позицій. У цей період Leroy Merlin уклала угоду з групою GRO для спільного розвитку великих торгових площ за межами міст. 
У 1970-х Leroy Merlin розширювалася, кількість магазинів досягла 33, а асортимент збільшився до 45 тисяч позицій. Проте в кінці десятиліття компанія зіткнулася з фінансовими труднощами. У 1979 році, після смерті засновника Адольфа Леруа-молодшого, половину компанії придбала корпорація Auchan, заснована Жераром Мюльє. У 1981 році, після смерті Бернарда Леруа, Auchan повністю викупила Leroy Merlin. У 1980-х роках нове керівництво переглянуло стратегію компанії, сфокусувавшись на товарах для дому та DIY. Було припинено продаж меблів, збірних конструкцій, а також надання будівельних та столярних послуг, попит на які значно знизився. 
Наприкінці 1980-х Leroy Merlin почала виходити на міжнародні ринки. У 1989 році відкрився перший магазин в Іспанії. У 1994 році компанія придбала бельгійську мережу Bricoman. Подальше розширення охопило Польщу та Італію (1996), Бразилію (1998) та інші країни. До кінця 1990-х Leroy Merlin мала 22 магазини в Іспанії та ще два в Бельгії. У співпраці з італійською компанією La Rinascente було створено Italian Society Bricolage, яка придбала мережу магазинів Bricocenter. Найбільші з них пізніше були перейменовані на Leroy Merlin.  
До початку 2000-х років компанія мала 79 магазинів у Франції, 8 — у Бразилії. Тоді ж Leroy Merlin розширила асортимент товарів для дому, зокрема декоративних і оздоблювальних матеріалів, та у 1997 році запровадила послуги доставки й складання товарів. У 1999 році Leroy Merlin перезапустила Bricoman як дискаунтер будівельних матеріалів, а у 2003 році придбала 38 магазинів OBI у Франції та 20 магазинів Aki в Іспанії та Португалії. 
У 2004 році Leroy Merlin вийшла на ринки Китаю, а у 2007 році відкрила перший магазин у Греції. Реструктуризація бізнесу призвела до створення групи компаній Adeo у 2007 році, що об'єднала всі активи родини Мюльє в сегменті DIY. У 2008–2009 роках Adeo придбала італійське підрозділ Castorama, більшість магазинів якого було реорганізовано під бренд Leroy Merlin. У 2011 році компанія відкрила магазини на Кіпрі та в Румунії, а у 2014 році викупила 15 магазинів мережі BauMax у Румунії. 
Під час російського вторгнення в Україну 2022 року компанія відмовилась зупиняти роботу на російському ринку, відмовилася приєднатись до бойкоту режиму Росії та відключила 800 українських співробітників від корпоративних засобів зв'язку, позбавивши їх інструментів надавати гуманітарну й медичну допомогу співробітникам, які її потребують, та позбавивши можливості виконати поточні заявки від волонтерів і захисників України. Міністр МЗС України Дмитро Кулеба закликав світ бойкотувати компанію.

## Діяльність
Наразі компанія Leroy Merlin посідає перше місце в Європі за обсягами продажу товарів для будівництва та оздоблення (ринок DIY — від англ. Do It Yourself — «Зроби це сам»). Мережа охоплює близько 200 гіпермаркети DIY, 107 середніх і малих магазинів, 18 дискаунтерів у Греції, Україні, Бразилії, Франції, Італії, Польщі, Португалії, Іспанії, Південній Африці, Кіпрі, Румунії та Китаї.
Обіг компанії за 2014 р. — 14,6 млрд євро.
Adeo з першого дня війни засуджує військову агресію Росії проти України. З початку конфлікту, Adeo було прийнято рішення припинити нові інвестиції та розвиток Adeo в РФ, припинити імпорт продукції з РФ та Білорусі, припинити будь-яке фінансування «Леруа Мерлен Росія». 
В України Наказом Міністерства економіки України від 05.04.2023 р. No 1918 та від 26.03.2024 р. ТОВ «Леруа Мерлен Україна» визнано критично важливим для функціонування економіки та забезпечення життєдіяльності населення в особливий період.
Загальна сума податків та зборів, сплачених компаніями групи Adeo у 2023 році становила приблизно 241 млн грн.
На разі в Україні працює 3 магазини ТОВ «Леруа Мерлен Україна» в місті Києві (просп. Броварський, 3В, вул. Полярна, 17А, вул. Саперно-Слобідська, 26).

## Благодійність
З жовтня 2022 року було засновано «Благодійний фонд “Леруа Мерлен Солідарність”».
Благодійний фонд допомагає жителям України у відбудові їх житла та іншої інфраструктури, що були пошкоджені внаслідок військових дій.
Благодійний фонд зосереджує свою роботу у 3-х напрямках: допомога з облаштування прихистків для осіб, що втратили житло; відновлення житла фізичних осіб; ремонт адміністративних будівель, що постраждали від обстрілів.
Благодійний фонд надає будівельні матеріали та, у деяких випадках, покриває вартість ремонтних робіт. За період 2022-2023 років благодійний фонд вже надав допомогу на суму понад 1 500 000 євро.

## Діяльність під час війни в Україні 2022
Після вторгнення Росії в Україну компанію виділяють за її бажання залишитися в Росії.
У ніч проти 21 березня 2022 року торговий центр у Києві, у якому є магазин бренду, став одним об'єктом ракетної атаки рф.
Через офіційний Instagram-акаунт «Леруа Мерлен Україна» та петицію співробітники магазину звертаються до холдингової компанії групи Adéo із закликом вивести компанію з Росії, яку підтримав народний депутат України Олексій Гончаренко.
Останній, обраний в Одеському виборчому окрузі та член української делегації в Парламентській асамблеї Ради Європи, транслює відео, зняте на фоні зруйнованого магазину. Українська армія заявляє: «Леруа Мерлен — перша компанія у світі, яка профінансувала підрив своїх магазинів та вбивство власних працівників. Нелюдська і шокуюча жадібність».
Згодом Leroy Merlin ізолює українські магазини від решти ІТ-системи компанії. Компанія закриває колцентр та сайт шести магазинів в Україні, що унеможливлює повернення коштів за покупки, які не можуть бути доставлені через війну, а також не дозволяє магазинам розраховуватися з постачальниками та надавати необхідні матеріали армії, волонтерам та службам з надзвичайних ситуацій і оборони.
«Леруа Мерлен» має сильну присутність в Росії і генерує там 18 % свого обороту.
У заяві AFP компанія «Adeo» (холдингова компанія «Леруа Мерлен») зазначила, що закриття буде розглядатися як «навмисне банкрутство» й заявила, що вона несе "відповідальність як роботодавець перед (своїми) 45 000 співробітників та їхніми сім'ями, які протягом 18 років робили внесок у будівництво «Леруа Мерлен Росія» ". Водночас повідомлялося про образи та погрози з боку клієнтів після продовження діяльності компанії в Росії.
19 березня 2022 року газета «The Telegraph» повідомила, що «Леруа Мерлен» намагається скористатися порожнечею, яку залишили інші транснаціональні компанії, що припинили свою діяльність у Росії, такі як «Ікеа». У листі менеджерів російської філії «Леруа Мерлен» вони повідомляють своїм постачальникам, що з початком війни «продажі значно зросли» і заявляють: «Оскільки деякі компанії пішли з ринку, ми відкриті для ваших пропозицій щодо збільшення поставок і диверсифікації продукції».
Станом на 25 березня 2022 року з понад 20 французьких транснаціональних компаній, 13 з яких призупинили свою діяльність у Росії, «Леруа Мерлен», «Декатлон» (який тим часом призупинив свою діяльність через проблеми з постачанням) та «Ашан» були єдиними трьома французькими транснаціональними компаніями, які не змінили своїх звичок у Росії, згідно з переліком, укладеним Єльським університетом.
У червні 2024 року мережа гіпермаркетів товарів для дому та ремонту «Леруа Мерлен» оголосила про ребрендінг у Росії. Компанія продовжить роботу під назвою «Лемана PRO» (Lemana PRO). Ребрендинг проходитиме поетапно, перші магазини оновлять логотипи та фірмовий стиль ще до кінця 2024 року, а весь процес буде завершено 2025-го, йдеться у заяві на сайті компанії. 
Французька компанія Leroy Merlin працює в Росії з 2004 року. Наразі мережа налічує 112 магазинів, 11 дарксторів та шість розподільчих центрів. У компанії працює понад 45 тисяч співробітників.

## Галерея

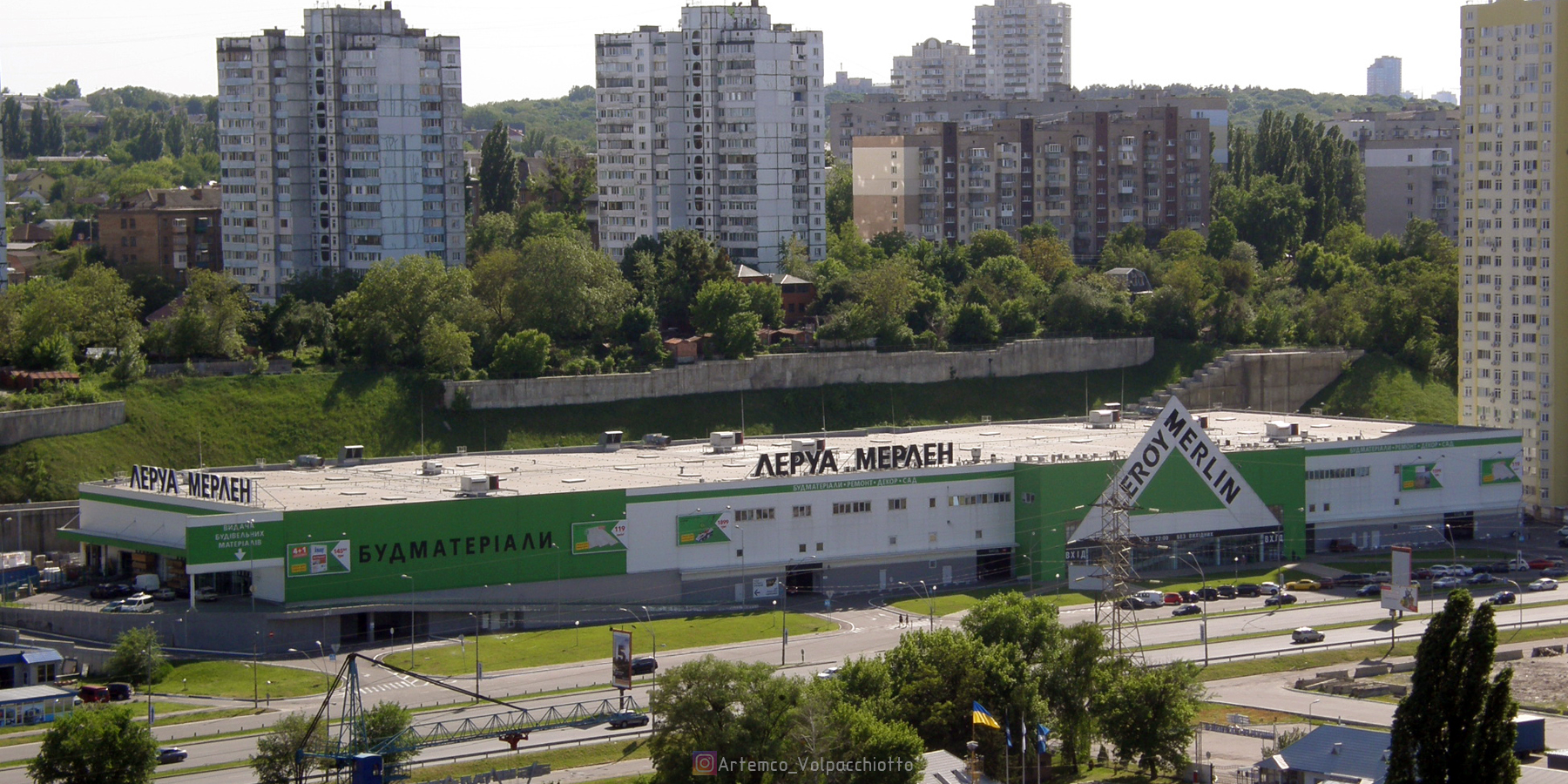
«Леруа-Мерлен» у Києві на Саперно-Слобідській вулиці
Країни, де є гіпермаркети Leroy Merlin
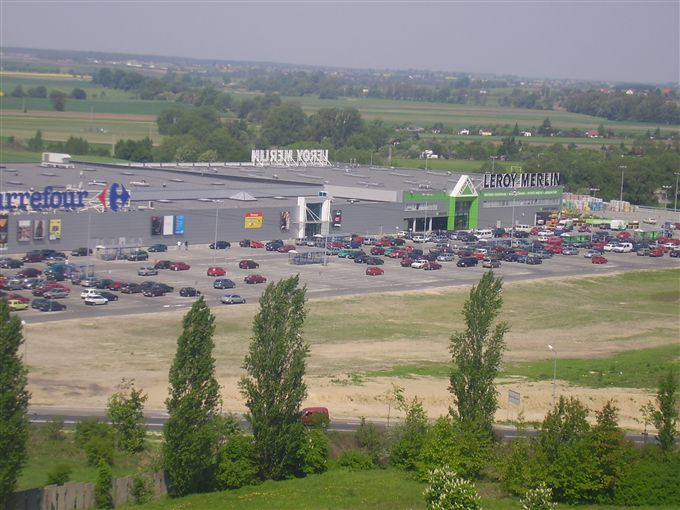
Гіпермаркет Leroy Merlin у м. Каліш (Польща)
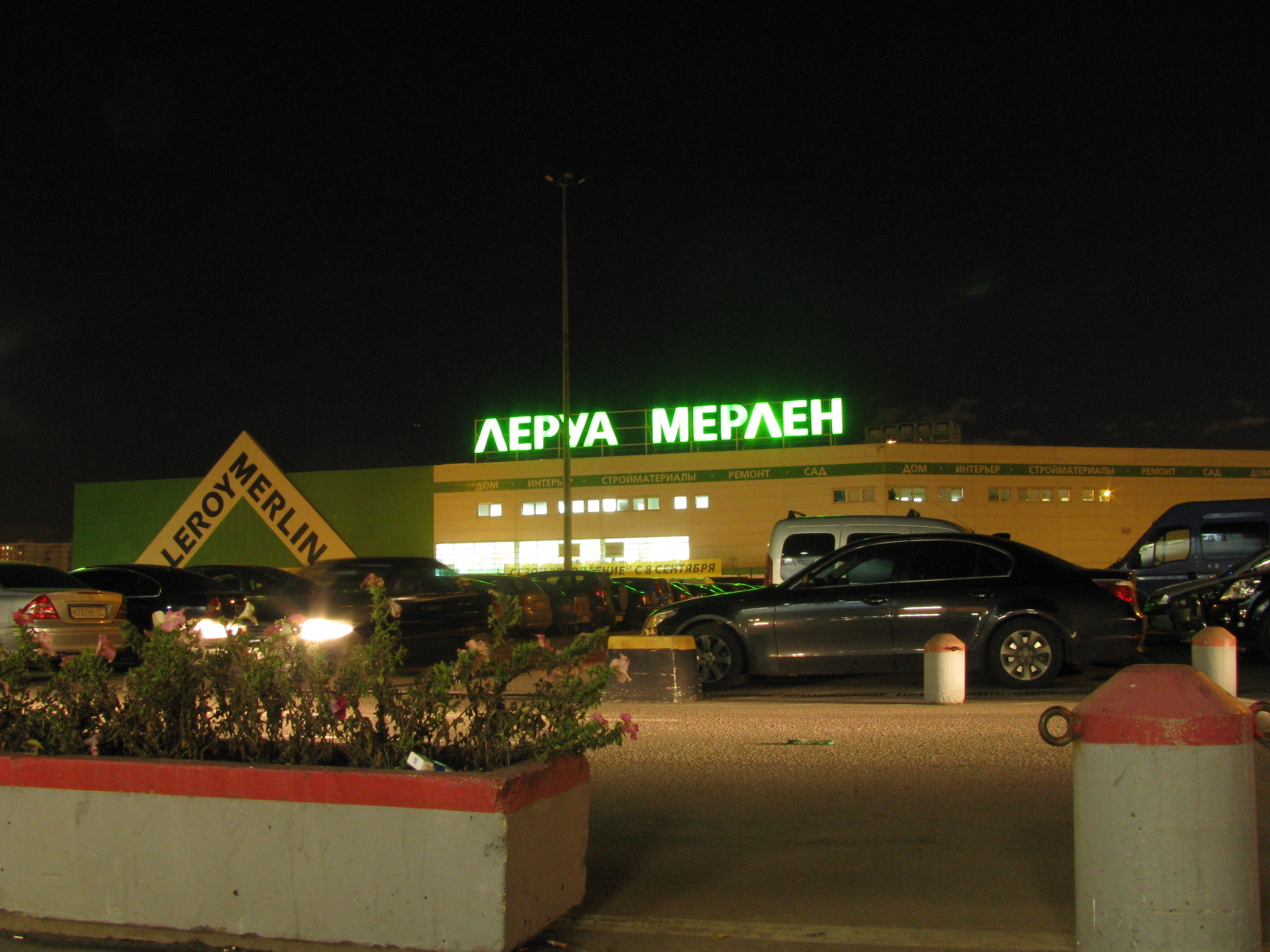
Магазин Leroy Merlin у м. Москва (Росія)